# Podocarpus trinitensis
Podocarpus trinitensis — вид хвойних рослин родини подокарпових.

## Поширення, екологія
Країни поширення: Тринідад і Тобаго. Має висотний діапазон між 120 і 600 м в низовинному тропічному дощовому лісі на Тринідаді й Тобаго.

## Використання
Як і всі члени роду Podocarpus його деревина має велике значення і історично була використана локально. Немає записаного сучасного застосування.

## Загрози та охорона
Хоча є деякі пошкодження лісів у вогні й селективні незаконні вивози на деревину, немає доказів того, що існують інші загрози. Велика частина його ареалу знаходиться в охоронних районах, наприклад, англ. Central Forest Reserve, Matura Forest Reserve Western, North Range Forest Reserve Section. 